# Wohnheim Biederstein

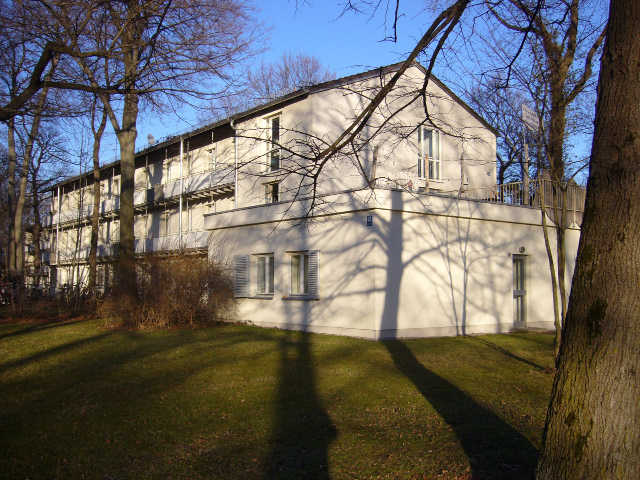
Haus 1 mit Vorbau

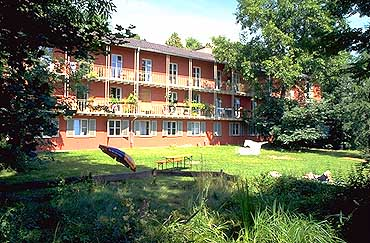
Haus 3 vom Park aus betrachtet

Das Wohnheim am Biederstein ist ein Studentenwohnheim in München. Es wird vom Studentenwerk München verwaltet.
Bekannt ist das Studentenwohnheim durch seine Partys an Fasching, die  jährlich von ca. 1000 Münchner Studenten und Ehemaligen besucht werden.
Das Wohnheim am Biederstein befindet sich in der Biedersteiner Straße unmittelbar in der Nähe des  Englischen Gartens. Die U-Bahn-Station Dietlindenstraße der Linie U 6 ist fünf Gehminuten entfernt, die Münchner Freiheit etwa zehn Minuten. Auf dem Gelände des Wohnheims stand bis 1934 das Schloss Biederstein.

## Kulturelles Leben
Kunst und Kultur spielen am Wohnheim am Biederstein seit den 1960er Jahren eine hervorgehobene Rolle. Das Studentenwohnheim wird seit seiner Gründung von  Studenten der naheliegenden Akademie der Bildenden Künste München bewohnt und pflegt ein reges kulturelles Leben.
2010 fand der von den Studierenden ins Leben gerufene Kunstwettbewerb Kunst im Keller statt, welcher vom Kulturreferat der Stadt München gefördert wurde.
Den Höhepunkt des kulturellen Lebens bildet der seit 1966 jährlich stattfindende Biedersteiner Fasching. Der größte Studentenfasching Bayerns hat jährlich mehr als 1000 Besucher. Sowohl der Kellerfasching (Haus 1 und 2), als auch der Atriumfasching (Haus 3 und 4) werden durch die Bewohner organisiert. Teile der Folge Die chinesische Methode der Kriminalfilmreihe Tatort wurden 1991 beim Biedersteiner Fasching gedreht.

## Geschichte
Das Wohnheim am Biederstein galt lange Zeit als „letzte Kommune“ Münchens. Noch heute ist es durch den engen Kontakt der dort lebenden Bewohner gekennzeichnet. Das Wohnheim war Keimzelle der Münchner Studentenunruhen der 68er-Bewegung. In dieser Zeit wohnte auch Uschi Obermaier im Wohnheim am Biederstein. So erkämpften sich die Studierenden in den 1970er Jahren das Selbstbennenungsrecht, um selbstständig die Auswahl neuer Mitbewohner durchführen zu können. Ziel war eine größtmögliche Selbstverwaltung zu erzielen. 2009 wurde das Selbstbennenungsrecht gegen den erheblichen Widerstand der Bewohner wieder entzogen.

## Architektur
Das Wohnheim besteht aus fünf zum Teil miteinander verbundenen Einzeldenkmälern.
Die Anlage ist ein wichtiges Zeugnis der frühen Münchener Nachkriegsarchitektur und steht daher unter Denkmalschutz.
Es wurde zwischen 1952 und 1956 von den Münchener Architekten Otto und Harald Roth erbaut und zählt damit zu den ältesten Wohnheimen in München. Der Bau des Wohnheims für 300 Studenten wurde durch Mittel aus dem McCloy-Fonds sowie aus ERP-Mitteln finanziert und befindet sich heute im Besitz des Studentenwerks München.
Gebaut wurde das Wohnheim auf dem parkähnlichen Gelände des ehemaligen Biedersteiner Schlosses. Das ehemalige Schlosstor ist direkt vor dem Wohnheim rekonstruiert worden. Das Wohnheim besteht aus zwei zueinander versetzten Bauten mit Satteldach, die sich einer einfach gehaltenen konservativen Nachkriegsarchitektur zurechnen lassen. Das später errichtete Atriumhaus mit Laubengängen zeigt dagegen schon deutlich moderne Züge.
1981 wurde das Gebäude durch die Landeswohnungs- und Städtebaugesellschaft saniert, wobei neue Fenster und Balkonbrüstungen eingebaut wurden. 2009/2010 wurde die gesamte Anlage durch das Architekturbüro ffc architekten gmbh generalsaniert. Durch Grundrissänderungen stehen nun 168 Studentenplätze, davon 33 als Einzelappartements mit eigener Kochzeile und Sanitärzelle, zur Verfügung.
Im Dezember 2011 wurde das Studentenwerk München A. d. ö. R. als Bauherr zusammen mit den Architekten aus dem Büro ffc architekten gmbh mit dem Münchner Fassadenpreis für die renovierte Fassade Haus Nr. 30 geehrt.